# La Grande Béroche
La Grande Béroche je obec v kantonu Neuchâtel na západě Švýcarska. Má přibližně 8 800 obyvatel.
Obec vznikla 1. ledna 2018 sloučením bývalých samostatných obcí Bevaix, Fresens, Gorgier, Montalchez, Saint-Aubin-Sauges a Vaumarcus.
Obecní úřad sídlí v Saint-Aubin-Sauges.